# Восьмёрка выбывает из игры
«Восьмёрка выбывает из игры» (англ. Eight Men Out; другое название «Команда вне игры») — американский драматический фильм режиссёра Джона Сейлза. Фильм снят по реальным событиям. В основу сценария легла одноимённая документальная книга Элиота Эсинофа.

## Сюжет
В 1919 году чикагская бейсбольная команда «Чикаго Уайт Сокс» проигрывает чемпионат. Два года спустя обнаруживается, что сделано это было нечестным путём и на команду подают иск. В процессе расследования раскрывается механизм давления на бейсбольных игроков.

## В ролях
- Джон Кьюсак — Джорж «Бак» Уивер
- Клифтон Джеймс — Чарли «Коммунист» Комински
- Джейс Александр — Дикки Керр
- Майкл Лернер — Арнольд Ротштайн
- Кристофер Ллойд — Билл Барнс
- Джон Махони — Уильям «Кид» Глисон
- Чарли Шин — Оскар «Хэп» Фельш
- Дэвид Стрэтэйрн — Эдди Чикотте
- Дэниэл Б. Суини — Джозеф «Босой Джо» Джексон
- Майкл Рукер — Арнольд «Чик» Гэндил
- Дон Харви — Чарльз «Швед» Райзберг
- Джеймс Рид — Клод «Левша» Уильямс
- Билл Ирвин — Эдвард «Колледж Boy» Коллинз
- Кевин Тай — Джозеф «Спорт» Салливан

## Съёмочная группа
- Сценарист и режиссёр: Джон Сэйлз
- Композитор: Мэйсон Дэринг]])
- Оператор-постановщик: Роберт Ричардсон
- Художник-постановщик: Нора Чавушян
- Монтажер: Джон Тинтори